# MIDNIGHT GARDEN
『MIDNIGHT GARDEN』（ミッドナイト・ガーデン）は、J-WAVEで放送されていたラジオ番組である。2005年4月4日から2007年3月29日まで放送。ポエトリーリーディングを番組のメインに置いていた。

## 放送時間
- 月曜日 - 金曜日 24:00 - 24:30（2005年4月 - 2006年3月）
- 月曜日 - 木曜日 24:00 - 24:30（2006年3月 - 2007年3月）

## ナビゲーター
- ロバート・ハリス
- 坂本美雨

## 進行スタイル
1つのテーマに関する詩、また物語を、ナビゲーターの2人が1週間にわたって朗読していく。
毎回、番組の大体半分くらい進んだ時点で2人のフリートークが挟まれる。